# Campagna etolica
La campagna etolica, spesso definita come "la campagna etolica di Demostene", è stata un'offensiva ateniese fallita nella Grecia nord-occidentale durante la Guerra Archidamica.
Nel 426 a.C. Demostene fu spedito da Atene al golfo di Corinto, al comando di una flotta di 30 navi. Arrivando nel nord-ovest, assemblò rapidamente una forza di coalizione da parte degli alleati di Atene nella regione e assediato la città di Leucade. Prima che l'assedio raggiungesse una conclusione, però, fu convinto ad abbandonarlo in favore di un attacco alla regione tribale di Etolia. Lasciando Leucas, partì verso l'Etolia, perdendo lungo il percorso diversi grandi contingenti di suo esercito, i cui comandanti erano apparentemente infelici del suo cambio di strategia.
In un primo momento l'invasione incontrò poca resistenza e diverse città caddero facilmente, ma successivamente una forza efficace fu raccolta convocando tribù da tutta la regione. Nel frattempo Demostene, dopo aver alienato i suoi alleati Acarnaniani e non essere riuscito a incontrarsi come da programma con rinforzi da Locri, venne criticamente colpito dei peltasti ("tiratori di lancia"), la cui portata e la mobilità potrebbero risultare determinanti per il terreno scosceso di Etolia.
Dopo aver preso la città di Aegitium, l'esercito di Demostene fu attaccato pesantemente da un'altura e fu indotto alla ritirata, che divenne ben presto una disfatta: un gran numero dei suoi uomini morirono, e ogni idea di prendere l'Etolia dovette essere abbandonata. Inoltre l'esito della battaglia incoraggiò gli alleati di Sparta nella regione e danni permanenti agli interessi ateniesi furono evitati solo attraverso una tattica brillante difesa di Naupactus e Acarnania (che risollevarono completamente la reputazione militare di Demostene).

## Preludio
Nell'estate del 426 a.C., ad Atene, dopo aver sedato la Rivolta di Mitilene, che minacciava seriamente la sua sicurezza l'anno precedente, prese una posizione più aggressiva rispetto alle campagne precedenti. Un'imponente flotta di 60 navi, comandata da Nicia, venne inviata all'attacco di Milo prima, e della Beozia poi (con la conseguente battaglia di Tanagra). Demostene e Procle, nel frattempo, con una flotta di 30 navi, furono inviati ad aggirare il Peloponneso, in modo tale da poter operare a nord-ovest e sul Golfo di Corinto. Al suo arrivo nel teatro nordoccidentale, la piccola forza di Atene fu notevolmente incrementata dall'aggiunta di opliti messenici da Lepanto, 15 navi da Corfù, e un gran numero di soldati acarnani, e contingenti più piccoli dagli alleati di Atene nella regione. Con questa armata formidabile, Demostene distrusse un presidio militare nell'isola di Leucade, e successivamente attaccò e bloccò la città di Leucade stessa. L'isola era un'importante base del Peloponneso nella regione, e gli acarnani sostennero con entusiasmo l'idea dell'assedio e conquista della città. Demostene, tuttavia, scelse di seguire i consigli dei messeni, che volevano attaccare e sottomettere l'Etolia, convinti che fosse una minaccia per Lepanto. Tucidide scrisse che Demostene prese questa decisione in parte per compiacere i gli alleati messenici, ma anche perché voleva attraversare l'Etolia, ed aumentare il suo esercito in marcia, aggiungendo uomini della Focide, per attaccare la Beozia dal poco difeso lato occidentale. Inoltre, poiché Nicia era contemporaneamente impegnato nelle operazioni in Beozia orientale, Demostene avrebbe considerato la possibilità di costringere i Beoti a combattere su due fronti. Di conseguenza, rimosse l'assedio di Leucade e partì per Etolia. Prima di arrivare però, la sua forza diminuì sensibilmente a causa dalla partenza di diversi importanti contingenti; gli Acarnani, irritati dal fatto che la loro strategia mirata alla conquista di Leucade era stata respinta, tornarono nel loro paese d'origine; anche le navi di Corfù partirono, apparentemente per la mancanza di volontà a partecipare ad un'operazione che non offriva alla loro città chiari benefici).

## Campagna
Le defezioni nella coalizione non scoraggiarono Demostene, per quanto si può dedurre dalle sue azioni successive: stabilì la sua base presso la città di Oeneon nella Locride, ed iniziò ad avanzare in Etolia, dopo aver fatto piani per incontrarsi con la forza locrese all'interno dell'Etolia. Il suo esercito avanzò con successo per tre giorni, raggiungendo la città di Tichium il terzo giorno. Qui, Demostene subì una battuta d'arresto, ma nel mentre il frutto delle razzie perpetrate fino a quel momento venne trasportato alla base. Alcuni studiosi moderni hanno anche suggerito che Demostene si era fermato a causa del ritardo della forza locrese, che doveva unirsi a lui, come era stato programmato, prima o dopo Tichium. I Locresi praticavano uno stile di combattimento simile a quello dei loro vicini Etoliani, e avrebbero potuto fornire a Demostene lanciatori di giavellotto qualificati; in loro assenza, la forza ateniese che era costituita da soldati armati pesantemente, non poteva competere con gli avversari che possedevano armature più leggere.
Tuttavia Demostene continuò nell'entroterra, poiché era sicuro del sostegno dei Messeni, che gli assicurava l'elemento sorpresa, garantendogli di colpire prima che gli Etoli avessero la possibilità di unire le loro forze contro di lui. L'esercito dei Messeni però non giunse in tempo. Gli Etoli avevano appreso i piani di Demostene prima ancora di essere invasi, e da quel momento avevano messo insieme una forza considerevole proveniente da tutta la regione. Demostene, arrivato alla città di Aegitium, la conquistò facilmente, ma non volle andare oltre. Gli abitanti di Aegitium si ritirarono sulle colline intorno alla città, dove si unirono al corpo principale dell'esercito etolico, e ben presto attaccarono le forze di Demostene dalle alture circostanti. Muovendosi con relativa facilità sul terreno accidentato, i lanciatori di giavellotto etoli erano in grado di scagliare e ritirarsi facilmente prima che gli opliti ateniesi, pesantemente armati, li potessero raggiungere; senza i Locresi, Demostene poteva contare solo su un contingente di arcieri per tenere a bada i tiratori etoli. Anche con gli arcieri a difenderli, gli Ateniesi stavano avendo la peggio nella lotta: il capitano degli arcieri rimase ucciso, i suoi uomini si dispersero, e il resto dell'esercito li seguì dopo poco tempo. Quello che seguì fu un bagno di sangue. Procles, il co-comandante di Demostene fu ucciso, e lo stesso fu per il comandante messeno. Le truppe di soldati in fuga senza un capo e quelle rimaste sul campo di battaglia vennero falciate dagli Etoli in rapida avanzata; la maggior parte del contingente in fuga si perse in un bosco, che venne poi bruciato intorno a loro. Atene perse 120 dei 300 soldati che avevano marciato al fianco di Demostene; le vittime tra gli alleati non sono note, ma erano probabilmente di un ordine simile. Tali perdite furono particolarmente gravose, se confrontate con il bilancio di una battaglia oplita tradizionale, in cui un tasso di morte oltre il 10% erano molto insolito.

## Conseguenze
Dopo essere ritornati a Lepanto, l'esercito ateniese sconfitto navigò verso la casa, lasciando dietro di sé una posizione strategica precaria e un comandante con una reputazione gravemente compromessa; gli etoli incoraggiata dalla vittoria e iniziarono a preparare un'offensiva contro Lepanto, e Demostene era così preoccupato per la sua potenziale accoglienza ad Atene (dove i generali in disgrazia venivano trattati duramente), da scegliere di non tornare a casa con la sua flotta. Nei mesi successivi, tuttavia, la situazione strategica si stabilizzò e la reputazione di Demostene venne riabilitata dalla sua spettacolare vittoria a Olpe.